# Sandro Wagner
Sandro Wagner (nascut el 29 de novembre de 1987 en Múnic) és un futbolista alemany que actualment juga pel Bayern de Múnic.

## Palmarès
FC Bayern München
- 2 Lligues alemanyes: 2007-08, 2017-18.
- 1 Copa alemanya: 2007-08.
- 1 Copa de la lliga alemanya: 2007.
- 1 Supercopa alemanya: 2018.

Selecció Alemanya
- 1 Copa Confederacions de la FIFA: 2017.
- 1 Campionat d'Europa sub-21: 2009.